# Тогијак (Аљаска)
Тогијак (енгл. Togiak) град је у америчкој савезној држави Аљаска.

## Демографија
По попису из 2010. године број становника је 817, што је 8 (1,0%) становника више него 2000. године.
| Група             | 2000.     | 2010.     |
| Белци             | 54 (6,7%) | 44 (5,4%) |
| Афроамериканци    | 1 (0,1%)  | 2 (0,2%)  |
| Азијати           | 0 (0,0%)  | 0 (0,0%)  |
| Хиспаноамериканци | 9 (1,1%)  | 15 (1,8%) |
| Укупно            | 809       | 817       |